# Gnathia nubila
Gnathia nubila is een pissebed uit de familie Gnathiidae. De wetenschappelijke naam van de soort is voor het eerst geldig gepubliceerd in 2009 door Ota & Hirose.